# Jules de Verneilh
Jules de Verneilh parfois appelé baron Jules de Verneilh-Puyraseau né le 6 février 1823 à Nontron (Dordogne) et mort le 28 mai 1899 à Piégut-Pluviers est un dessinateur, Aquafortiste et aquarelliste. Il travaillait en étroite collaboration avec l'archéologue Félix de Verneilh, son frère.

## Biographie
Jules de Verneilh est le fils de Jean Baptiste Joseph de Verneilh et de sa femme Jeanne Louise Chassaignac. Il est le petit-fils de Jean-Joseph de Verneilh-Puyraseau et le cousin d’Alpinien Pabot-Chatelard.
En 1864, il devient inspecteur divisionnaire de la Société française d'archéologie. Dès la fondation de la Société historique et archéologique du Périgord en 1874, il en est le vice-président. À partir de 1876, il est également membre de l'Académie de Bordeaux.

## Œuvre
Jules de Verneilh dessine principalement des monuments de la Dordogne, du Limousin et de la Gironde. La plupart des carnet de dessins se trouvent aux archives départementales de la Dordogne.
Il publie son premier album de dessins le vieux Périgueux en 1867 avec Léon Gaucherel.

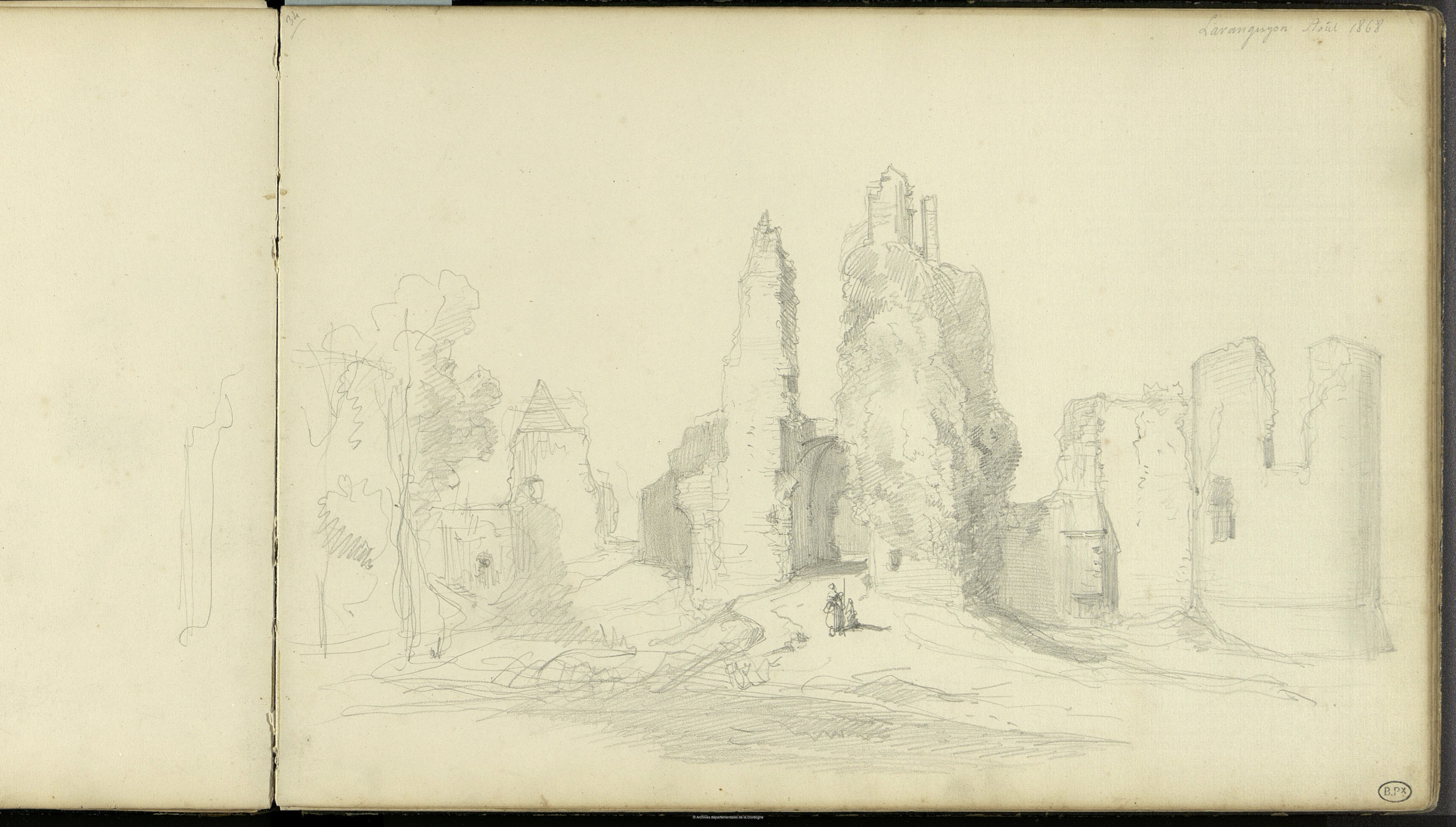
Ruines du château de Lavauguyon, 1868
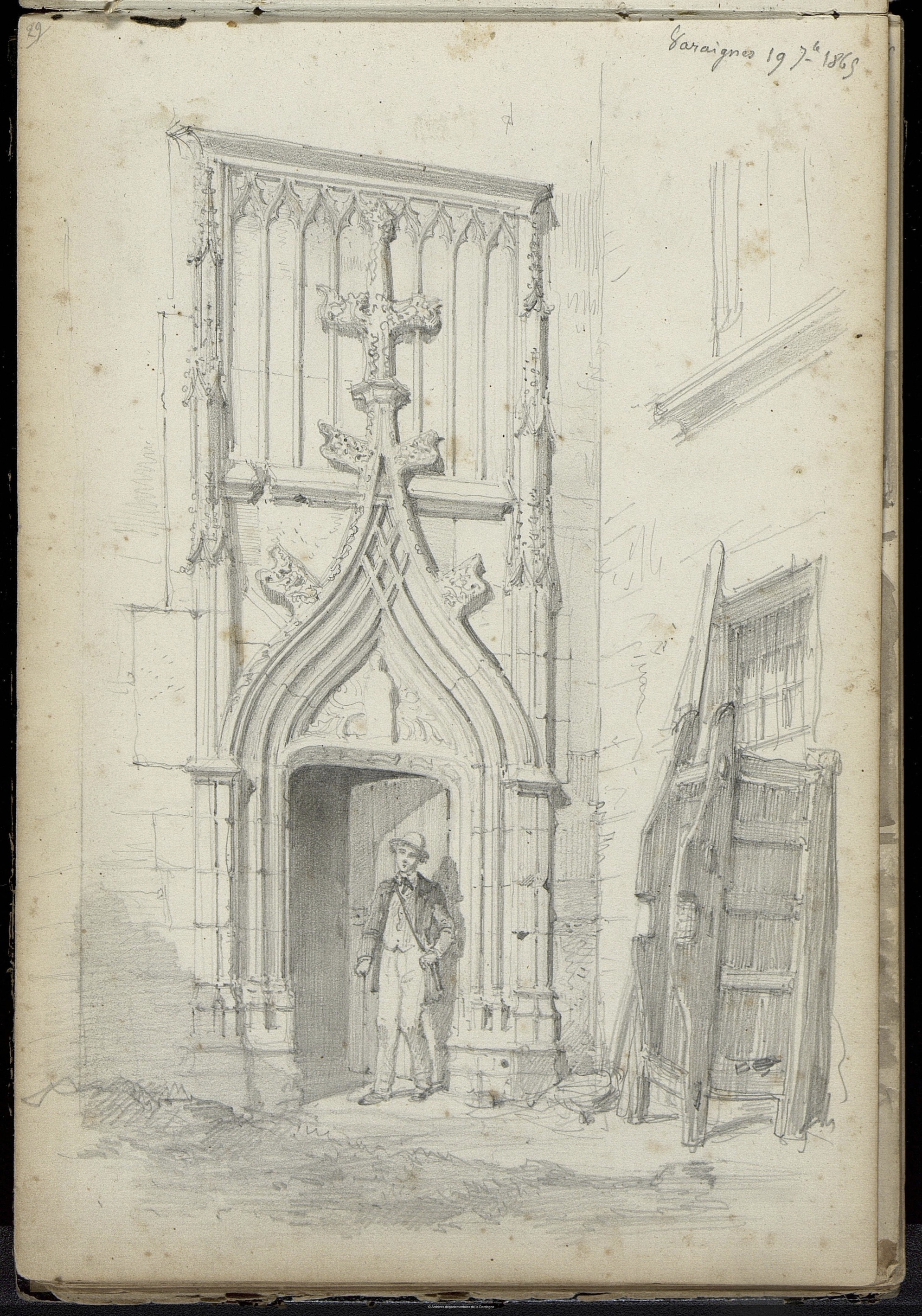
Le château de Varaignes en 1865
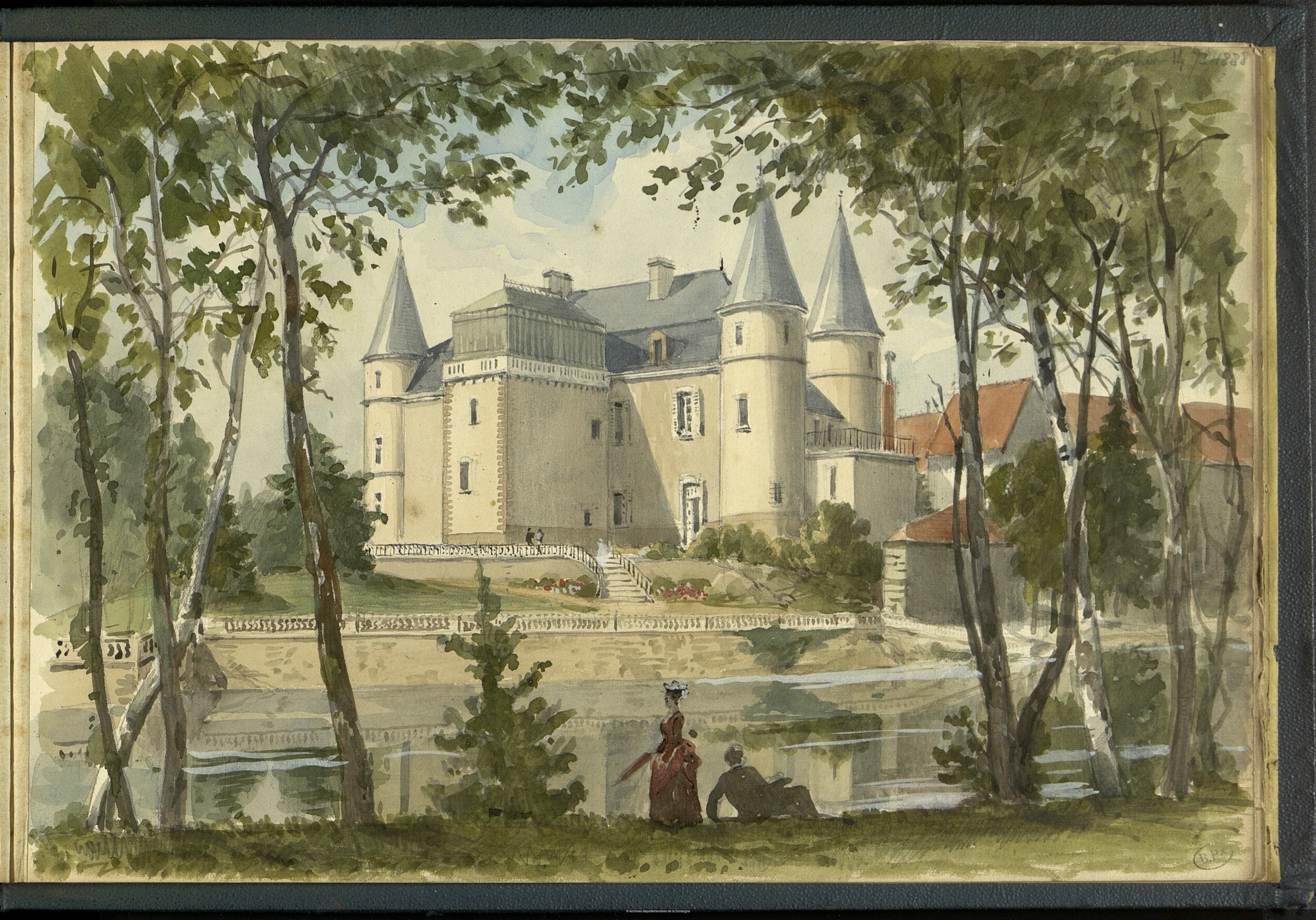
Le château Rocher sur la commune de Maisonnais-sur-Tardoire, aquarelle, 1888
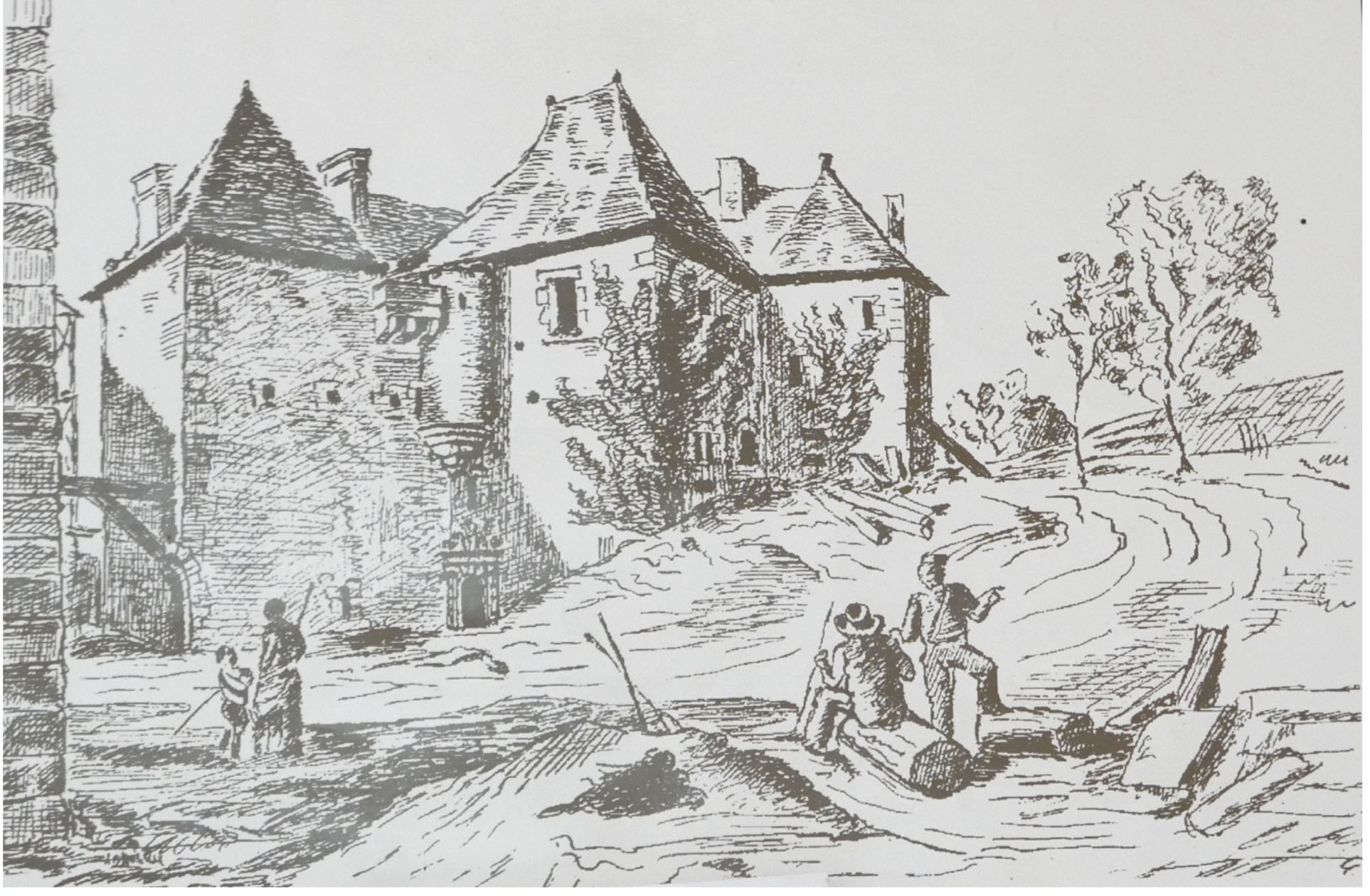